# La Penne
La Penne är en kommun i departementet Alpes-Maritimes i regionen Provence-Alpes-Côte d'Azur i sydöstra Frankrike. Kommunen ligger  i kantonen Puget-Théniers som ligger i arrondissementet Nice. År 2022 hade La Penne 256 invånare.

## Befolkningsutveckling
Antalet invånare i kommunen La Penne
Referens: INSEE

## Galleri

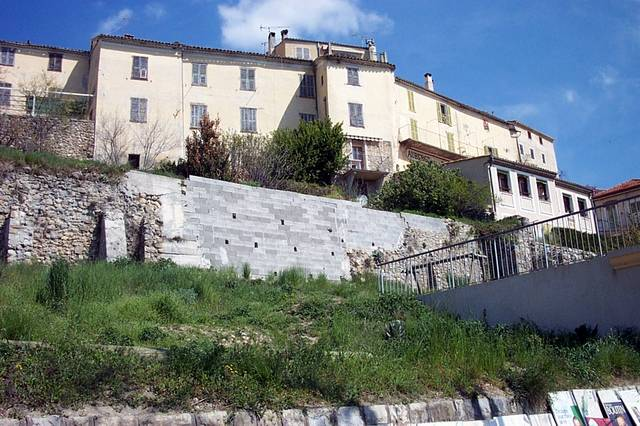
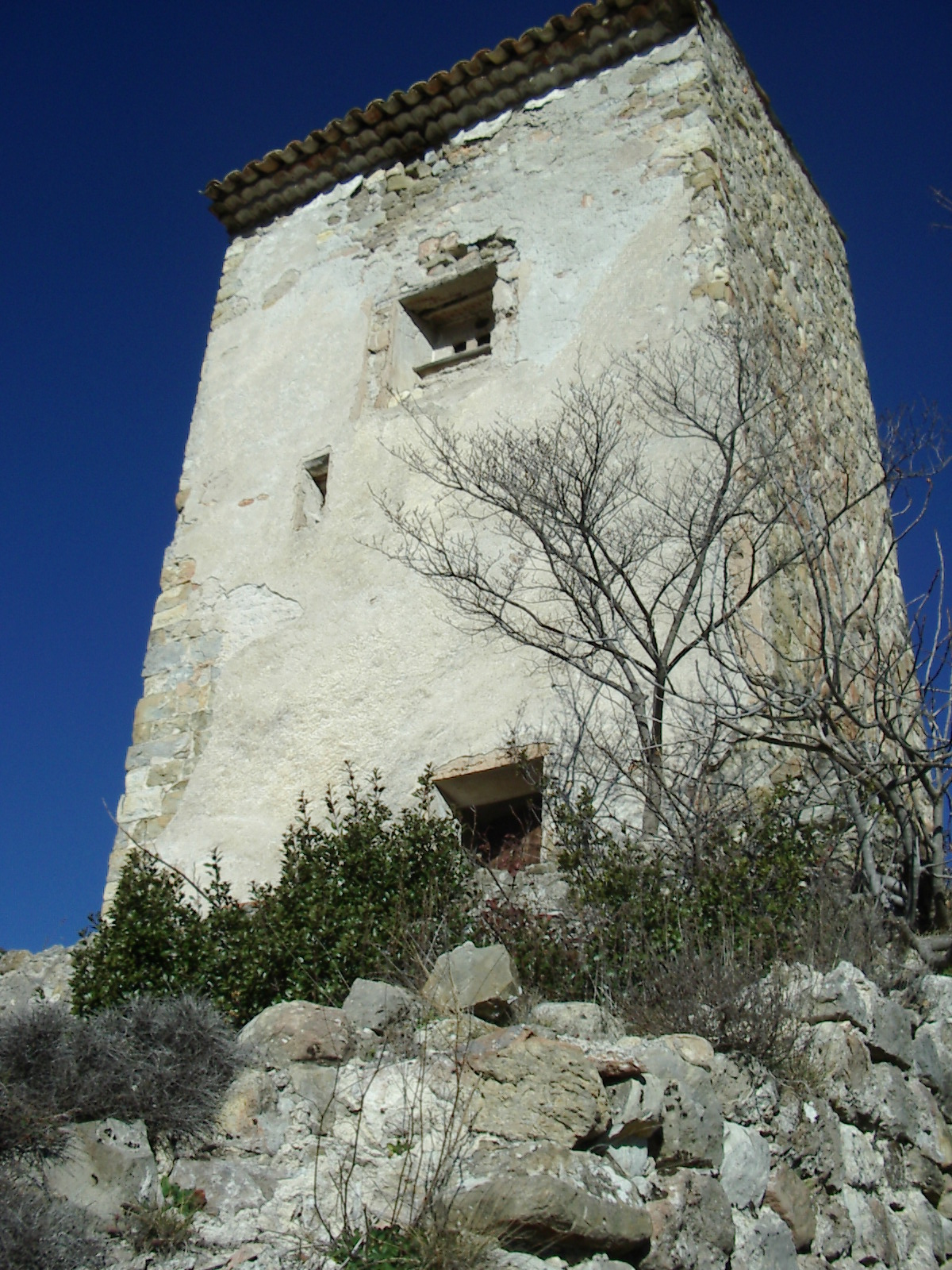
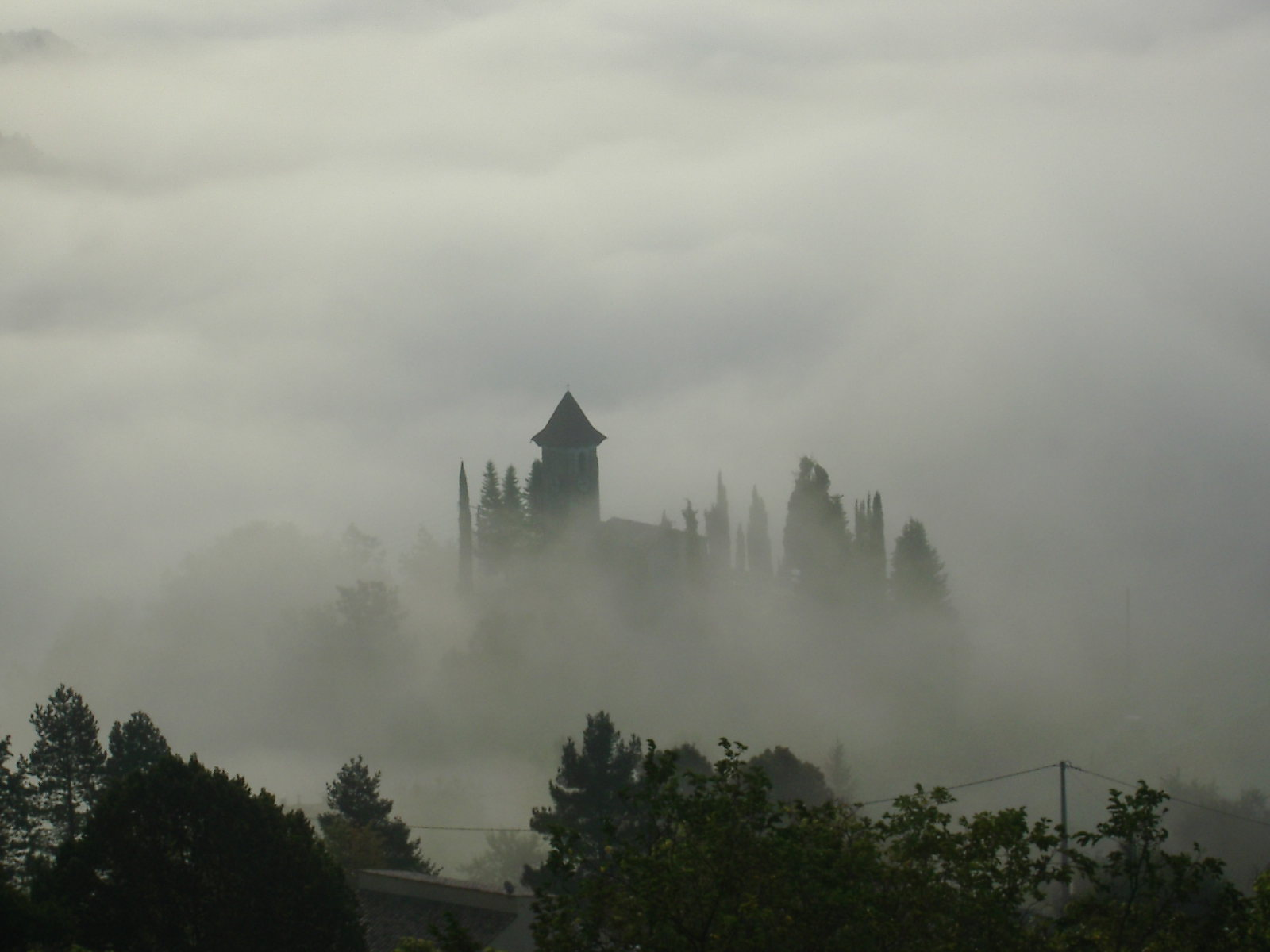
Kapellet Plans
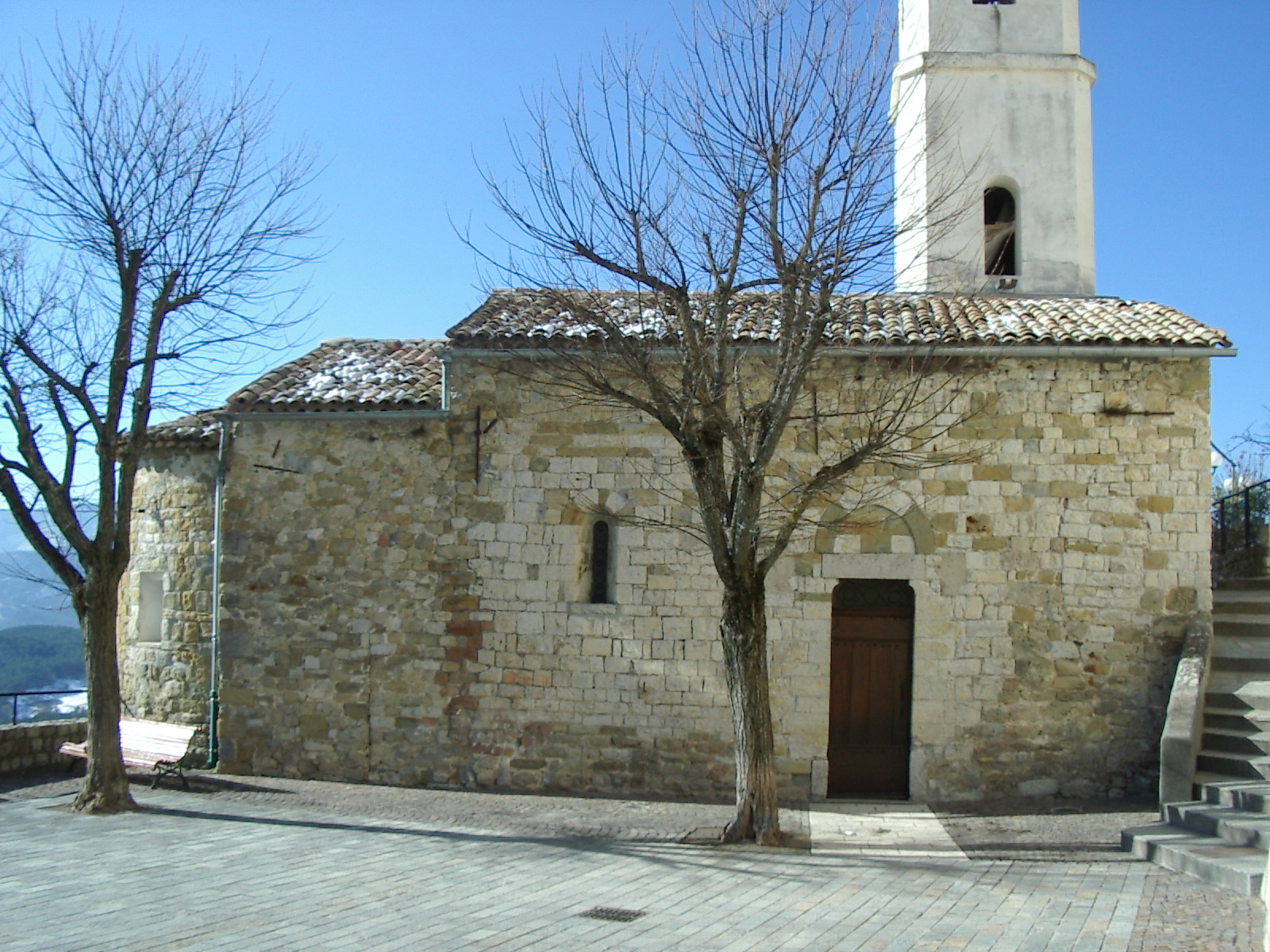
Kyrkan Saint Pierre i La Penne